# Contea di Awat
La contea di Awat (阿瓦提县S, Āwǎtí XiànP) è una contea della Cina, situata nella regione autonoma di Xinjiang e amministrata dalla prefettura di Aksu.